# 로디 (롬바르디아주)
로디(Lodi)는 이탈리아 롬바르디아주의 도시로, 인구는 43,488명이다.